# 浜松大学
浜松大学（はままつだいがく、英語: Hamamatsu University）は、かつて静岡県浜松市にあった私立大学。

## 沿革
- 1988年（昭和63年）- 常葉学園浜松大学として開学。当初は経営情報学部のみ。
- 1994年（平成6年）- 国際経済学部を設置。
- 1996年（平成8年）- 大学院経営学研究科経営学専攻を設置。
- 1998年（平成10年）- 浜松大学に改称。
- 2001年（平成13年）- 経営情報学部に情報ネットワーク学科を設置、同学科は入学定員比の平均が0.7倍未満であったことから、平成17年に富士常葉大学が新設学部の設置申請をした際、今後の定員充足の在り方について検討するよう指導を受けた[1]。
- 2005年（平成17年）- 健康プロデュース学部を設置。
- 2007年（平成19年）- 経営情報学部・国際経済学部を改組し、ビジネスデザイン学部を設置。
- 2009年（平成21年）- 保健医療学部を設置。大学院健康科学研究科健康栄養科学専攻・臨床心理学専攻を設置。
- 2010年（平成22年）- 健康プロデュース学部に健康鍼灸学科・健康柔道整復学科を設置。
- 2013年（平成25年）4月1日 - 富士常葉大学とともに常葉学園大学に統合されて、常葉大学に名称変更することとなる[2]。
- 2016年（平成28年）3月31日 - 文部科学省の廃止認可を受ける[3]。

## 組織

### 学部
- ビジネスデザイン学部
  - 経営情報学科
  - サービスと経営学科

- 健康プロデュース学部
  - 健康栄養学科
  - こども健康学科
  - 心身マネジメント学科
  - 健康鍼灸学科
  - 健康柔道整復学科

2004年11月、健康栄養学科、こども健康学科、心身マネジメント学科の設置が認可された。その際、留意事項として、専任教員を配置していない主要科目に、専任教員を配置すること、常葉学園大学教育学部初等教育課程、心理教育学科、常葉学園短期大学保育科の定員超過の是正に努めるよう指摘された。
- 保健医療学部
  - 理学療法学科
  - 作業療法学科

### 大学院
- 経営学研究科
- 健康科学研究科

## 学生生活
- 浜松大学学友会
浜松大学学友会は、浜松大学の学生自治団体である。「浜大学友会」とも呼ばれている。会則上、浜松大学に在学している全ての学生を構成員としていた。
「学生の、学生による、学生の為の自治」が達成されることを最大の目的としており、主な業務として、大学の学園祭「キトルス祭」をはじめとするイベントの企画・運営、他大学や地元企業との交流を図ることがあった。
浜松大学学友会には、1つの中央組織と5つの付属団体があり、その関係と業務は以下のとおりであった。
  - 体育會：主に運動系部活動の管理を行う。毎年、6月8日の創立記念日には、「スポーツ大会」と題したイベントを行っていた。
  - 文化会：主に文化系部活動の管理を行う。
  - 同好会連合：主にサークル・同好会の管理を行う。
  - 学生生活委員会：主にアルバムの作成、イベントでの写真撮影を行う。
  - キトルス祭実行委員会：主に学園祭「キトルス祭」の企画・運営を行う。

### 学園祭
浜松大学の学園祭は「キトルス祭」と呼ばれている。キトルスはポルトガル語で「橘」を意味し、柑橘類を指す。浜松大学の所属する常葉学園の「常葉」が橘の木を由来とすることでキトルス祭となった。開催は例年11月の第2週土日。第13回より始まったフリーマーケット「都田大市」や花火、有名落語家などを招いて行う「浜大寄席」が行われた。

## キャンパス
浜松市北区（現・浜名区）都田町にあったメインキャンパスとなる都田キャンパスのほか、東区（現・中央区）半田山の半田山キャンパスでは、大学院健康科学研究科臨床心理学専攻の授業が行われる臨床心理教育実践センターが設置されていた。

### 交通アクセス
- 天竜浜名湖鉄道浜松大学前駅より徒歩7分。

## 著名な出身者
- 石舘靖樹（元サッカー選手）- 中退
- 大槻優平（元サッカー選手）
- 柴田慎吾（元サッカー選手）
- 東間勇気（元サッカー選手）
- 山本朝陽（サッカー選手）
- 桜井正人（元サッカー選手）
- 加藤康弘（元サッカー選手）
- 岩田卓也（サッカー選手、オークランド・シティFC）
- 村松知輝（サッカー選手、PFCマシュアル・ムバレク）
- 徳武正之（サッカー選手、アスルクラロ沼津）
- 小野寺建人（元サッカー選手）
- 新井裕二 (サッカー指導者)
- 胡同奎（元バスケットボール選手）
- 高村成寿（バスケットボール選手、熊本ヴォルターズ）
- 大石慎之介（バスケットボール選手、三遠ネオフェニックス）
- りんたろー。（お笑いタレント、EXIT）
- 日吉辰哉（Mリーグ公式実況）

## 対外関係

### 他大学の関係
国際・学術交流等協定校
- デンバー大学（アメリカ合衆国）
- マラスピナ大学（カナダ）
- 北京社会科学院（中華人民共和国）
- 上海対外貿易学院（中華人民共和国）
- 青島大学（中華人民共和国）
- 西安交通大学（中華人民共和国）
- 長安大学（中華人民共和国）
- 西安外国語大学（中華人民共和国）
- 西安外事学院（中華人民共和国）
- 浙江樹人大学（中華人民共和）
- 紹興文理学院（中華人民共和国）
- 紹興越秀外国語学院（中華人民共和国）
- ムンバイ大学（インド）
- ベクショー大学（スウェーデン）
- ボンド大学（オーストラリア）
- クイーンズランド工科大学（オーストラリア）

## 系列校
- 常葉大学
- 常葉大学短期大学部
- 富士常葉大学
- 常葉大学附属橘中学校・高等学校
- 常葉大学附属菊川中学校・高等学校
- 常葉大学附属常葉中学校・高等学校

など